# Convento dei Cappuccini (Arcidosso)
Il convento dei Cappuccini è un edificio religioso situato a San Lorenzo, nei pressi di Arcidosso. La struttura ha ospitato una comunità di Frati Minori Cappuccini fino al giugno del 2019, dopodiché il convento è stato chiuso.

## Storia e descrizione
Questo convento fu fondato nel 1591, su iniziativa del granduca Ferdinando I, che, non sapendo come pacificare i paesi di Arcidosso e di Castel del Piano in continua lite, risolse di chiamare i cappuccini, nella speranza che la loro opera e presenza potesse rasserenare gli animi. 
Il 25 settembre 1590 fu piantata la croce di fondazione del convento, e due anni dopo la chiesa, intitolata a San Francesco d’Assisi. Il convento fu confiscato nel 1810, fu riacquistato nel 1820 e di nuovo soppresso nel 1866, ritornando ai Cappuccini il 3 dicembre 1891.
La chiesa, costruita secondo i rigidi dettami delle antiche costituzioni cappuccine, è composta da una sola navata coperta a capriate e due cappelle laterali, preceduta dal portico. L'altare centrale ospita una pala di Francesco Vanni con la Madonna col Bambino in trono e i Santi Bernardino da Siena, Francesco, Leonardo (1593). La tela è affiancata da una Vergine annunciata e un Angelo annunciante di Giuseppe Nicola Nasini, autore anche dell'Estasi di San Felice da Cantalice (1728) e dell'affresco con la Pietà nella foresteria.
Adiacente è la neogotica cappella di Merope Becchini (1902), edificata su disegno di Lorenzo Porciatti e decorata da Giuseppe Corsini; al centro il marmoreo monumento della defunta, di Vincenzo Rosignoli, e un dipinto di Galileo Chini.
Dopo il capitolo dei Frati Minori Cappuccini di Toscana nel 2019 il convento è stato chiuso a causa della riduzione numerica dei frati.